# Chiesa di San Michele Arcangelo (Candiana)
La chiesa di San Michele Arcangelo è la parrocchiale di Candiana, in provincia e diocesi di Padova; fa parte del vicariato del Conselvano.

## Storia
La prima citazione di una chiesa a Candiana, alla quale era annesso un monastero dipendente da quello modenese di San Pietro, risale al 1097.
Sul finire del XII secolo il monastero candianese fu al centro di una diatriba che lo vedeva contrapposto alla pieve di San Lorenzo Martire di Conselve; la vicenda fu risolta dal patriarca di Grado Giovanni Signolo, che mise la comunità di Pontecasale sotto la giurisdizione dei monaci.
Nel 1409 papa Gregorio IX pose l'abbazia in commenda; verso la metà di quel secolo l'abate Tommaso Gradenigo la cedette agli agostiniani di San Salvatore di Venezia.
Alcuni decenni dopo, nel 1491 iniziarono i lavori di rifacimento della chiesa, condotti su disegno di Lorenzo da Bologna e portati poi a termine nel 1502.
Nel 1702 il tetto della struttura venne distrutto da un turbine; durante l'intervento di ripristino che seguì, si procedette anche all'innalzamento della navata.
L'abbazia venne soppressa nel 1783 e il giuspatronato fu assegnato alla famiglia veneziana Albrizzi sino al 1942; nel 1945 il presbiterio venne ricostruito, mentre la parrocchiale fu interessata da interventi di restauro agli inizi degli anni 2000 in seguito ad un incendio.

## Descrizione

### Esterno
La facciata a capanna della chiesa è suddivisa da una cornice marcapiano in due registri, ognuno dei quali scandito da sei lesene; quello inferiore presenta il portale maggiore, sormontato da un timpano sorretto da due ulteriori lesene, e due finestre a tutto sesto, mentre quello superiore è caratterizzato da una grande finestra semicircolare, suddivisa in tre parti, e da due nicchie, ospitanti altrettante statue, ed è coronato dal frontone, sopra cui sono collocate tre statue.
Annesso alla parrocchiale è il campanile a base quadrata, la cui cella presenta una bifora per lato ed è coronata dalla copertura a cipolla poggiante sul tamburo ottagonale.

### Interno
L'interno dell'edificio si compone di un'unica navata, le cui paresti, suddivise in due ordini, sono scandite da lesene, e dal transetto; al termine dell'aula si sviluppa il presbiterio, in cui è collocato l'altare maggiore, risalente al XVII secolo.
Qui sono conservate diverse opere di pregio, tra le quali la cassa d'organo, costruita da Costanzo Antegnati nel 1617, la statua con soggetto San Bartolomeo, scolpita da Giovanni Bonazza, e la pala raffigurante San Michele Arcangelo mentre sconfigge Lucifero, dipinta da Francesco Paglia al termine del Seicento.